# Wanda Zacharias
Wanda Zacharias, geborene Huber (* 9. Juli 1931 in Augsburg; † 26. August 2008 in Starnberg) war eine deutsche Malerin und Illustratorin, die sich vor allem im Bereich der Kinderbuchillustration einen Namen machte.

## Leben und Werk
Wanda Zacharias studierte ab 1950 Theaterwissenschaften dann an der Akademie der Bildenden Künste München Bühnenbild und Illustration. Sie war Schülerin von Emil Preetorius und Richard Seewald.
Neben ihrer grafischen Arbeit war Wanda Zacharias auch als Fotografin, vor allem für den Zirkus, u. a. Circus Krone und den Mongolischen Staatszirkus, tätig. Dort porträtierte sie viele berühmte Artisten, unter ihnen Oleg Popov. Außerdem war sie als Requisiten- und Kostümbildner tätig. 
Wanda Zacharias war seit 1958 mit dem Künstler und Hochschullehrer Thomas Zacharias verheiratet. Zuletzt lebte sie im Ruhestand in Leutstetten am Starnberger See. Aus der Ehe ging die gemeinsame Tochter Claudia hervor.

## Auszeichnungen
Das von Wanda Zacharias illustrierte Buch „Kasperls Reise über das Meer“ (Text: Franz Graf von Pocci) wurde vom Börsenverein des deutschen Buchhandels als eines der schönsten deutschen Bücher 1960 ausgewählt. 1962 war die Künstlerin erneut in der Auswahlliste der schönsten deutschen Bücher, diesmal mit „Mikosch das Karussellpferd“ (Text: Thomas Zacharias).

## Von Wanda Zacharias illustrierte Bücher (Auswahl)
- Franz Pocci: Kasperls Reise übers Meer, Gütersloh 1960
- Wanda und Thomas Zacharias: Mikosch, das Karussellpferd, 1962 (Ausgabe 1963, Bertelsmann-Lesering Gütersloh, Digitalisat).
- Hans Baumann: Tina und Nina, 1963
- Wanda und Thomas Zacharias: Und wo ist der grüne Papagei?. 1964
- Hans Baumann: In meinem Haus, Gütersloh 1964
- Hans Baumann: Kasperle hat viele Freunde, Ravensburg 1965
- Hans Baumann: Wer Flügel hat kann fliegen, Reutlingen 1966
- Kinder vom Circus – aus dem Leben von Alfred und Liane. Zus. mit Thomas Klinger u. Hans Albrecht Lusznat. Ravensburger Verlag, Ravensburg 1983, Tb-Ausgabe 1984. ISBN 978-3-473-33391-2
- Roswitha von dem Borne: Der Clown. Geschichte einer Gestalt, mit Fotografien von Wanda Zacharias, Stuttgart 1993